# فيليبي كولومبو
فيليبي كولومبو (بالإسبانية: Felipe Colombo )‏ (و. 1983  م) هو مغني، وممثل تلفزي، وممثل مسرحي، وممثل أفلام، وعارض من المكسيك، والأرجنتين، ولد في مدينة مكسيكو، يستخدم آلات قيثارة، بدأ مشواره المهني سنة 1989.

## وصلات خارجية
- فيليبي كولومبو على موقع IMDb (الإنجليزية)
- فيليبي كولومبو على موقع قاعدة بيانات الفيلم (الإنجليزية)

- فيليبي كولومبو في قاعدة بيانات الأفلام على الإنترنت